# 서울신화초등학교
서울신화초등학교(서울新化初等學校)는 대한민국 서울특별시 도봉구에 있는 공립 초등학교이다.

## 학교 연혁
- 1976년 10월 30일 서울신화국민학교로 설립인가
- 1984년 3월 17일 감포초등학교에서 분리
- 1990년 8월 7일 야외교실 준공(40평)
- 1991년 5월 23일 번동국민학교 분리(833명)
- 1998년 5월 5일 학교 유휴공원 녹화 사업
- 1998년 6월 3일 서울신화초등학교로 교명변경
- 1998년 11월 30일 테니스장 준공
- 2003년 2월 3일 다목적실 개관
- 2004년 12월 1일 정구부 창설
- 2009년 12월 2일 그린스쿨 공사 완료
- 2015년 3월 1일 제10대 서숙년 교장 취임
- 2020년 3월 1일 제11대 김선희 교장 취임
- 2024년 10월 30일 개교 40주년

## 참고 자료
- 서울신화초등학교 - 한국교육학술정보원 학교알리미